# Koropí
Koropí är en kommunhuvudort i Grekland.   Den ligger i prefekturen Nomarchía Anatolikís Attikís och regionen Attika, i den sydöstra delen av landet, 16 km sydost om huvudstaden Aten. Koropí ligger 130 meter över havet och antalet invånare är 19 164.
Terrängen runt Koropí är kuperad västerut, men österut är den platt.Runt Koropí är det ganska tätbefolkat, med 155 invånare per kvadratkilometer. Närmaste större samhälle är Aten, 16,3 km nordväst om Koropí. Trakten runt Koropí består till största delen av jordbruksmark.